# دونالد إي. نوبل
دونالد إي. نوبل (بالإنجليزية: Donald E. Noble)‏ هو مسير أعمال أمريكي، ولد في 1915، وتوفي في 2002.